# Taça Cidade de Aracaju
Taça Cidade de Aracaju é um torneio de futebol de Sergipe criado em 1996, que é realizado em anexo ao Campeonato Sergipano de Futebol como o seu primeiro turno. É gerido pela Federação Sergipana de Futebol (FSF).
A competição chega a sua 5 edição, e o maior campeão é o Confiança com dois títulos 2003 e 2004, Sergipe um título em 1996 ambas equipes de Aracaju e River Plate com, um título em 2011 equipe de Carmópolis.

## Campeões

### Títulos por clube
| Clube          | Títulos         | Vices    | 3º colocados | 4º colocados |
| -------------- | --------------- | -------- | ------------ | ------------ |
| Sergipe        | 2 (1996 e 2001) | 0        | 1 (2003)     | 0            |
| Confiança      | 2 (2003 e 2004) | 1 (1996) | 0            | 0            |
| River Plate-SE | 1(2011)         | 0        | 1 (2012)     | 0            |
| Itabaiana      | 1(2012)         | 1(2004)  | 1 (1996)     | 0            |

### Títulos por Cidade
| Cidade     | Títulos |
| ---------- | ------- |
| Aracaju    | 4       |
| Carmópolis | 1       |
| Itabaiana  | 1       |